# Vicino Orsini
Pier Francesco Orsini, auch als Vicino Orsini bekannt (* 4. Juli 1523; † 28. Januar 1585), war ein italienischer Adliger aus dem Geschlecht der Orsini.

## Leben
Orsini war zunächst Offizier und Politiker im Umfeld von Papst Paul III. 1542 übernahm Orsini die Grafschaft von Bomarzo, die vorher sein Vater innehatte. 1544 heiratete er Giulia Farnese († 1564), eine Verwandte des Papstes, nicht zu verwechseln mit seiner Großmutter (mütterlicherseits) Giulia Farnese.
1557 wurde Orsini Zeuge einer Schlacht zwischen dem Papst und der Stadt Montefortino, die in einem Massaker an der Zivilbevölkerung endete, worauf Orsini seine militärische und politische Karriere beendete.
In der Folge betätigte sich Orsini als Philosoph und mit seiner Frau als Mäzen. So ließ er in Bomarzo den Parco dei Mostri errichten.

## Adaptionen
- Manuel Mujica Láinez: Bomarzo. Ein Renaissance-Roman. Blanvalet Verlag, Berlin 1971, ISBN 3-7645-3981-X (der Roman spielt zur Zeit der italienischen Renaissance und thematisiert das Leben von Vicino Orsini).
- Alberto Ginastera: Bomarzo. Oper in zwei Akten (15 Bildern). Boosey & Hawkes, Bonn 1970 (basiert auf dem gleichnamigen Roman von Manuel Mujica Láinez und thematisiert ebenfalls Vicino Orsini[3]).